# Аштамурти

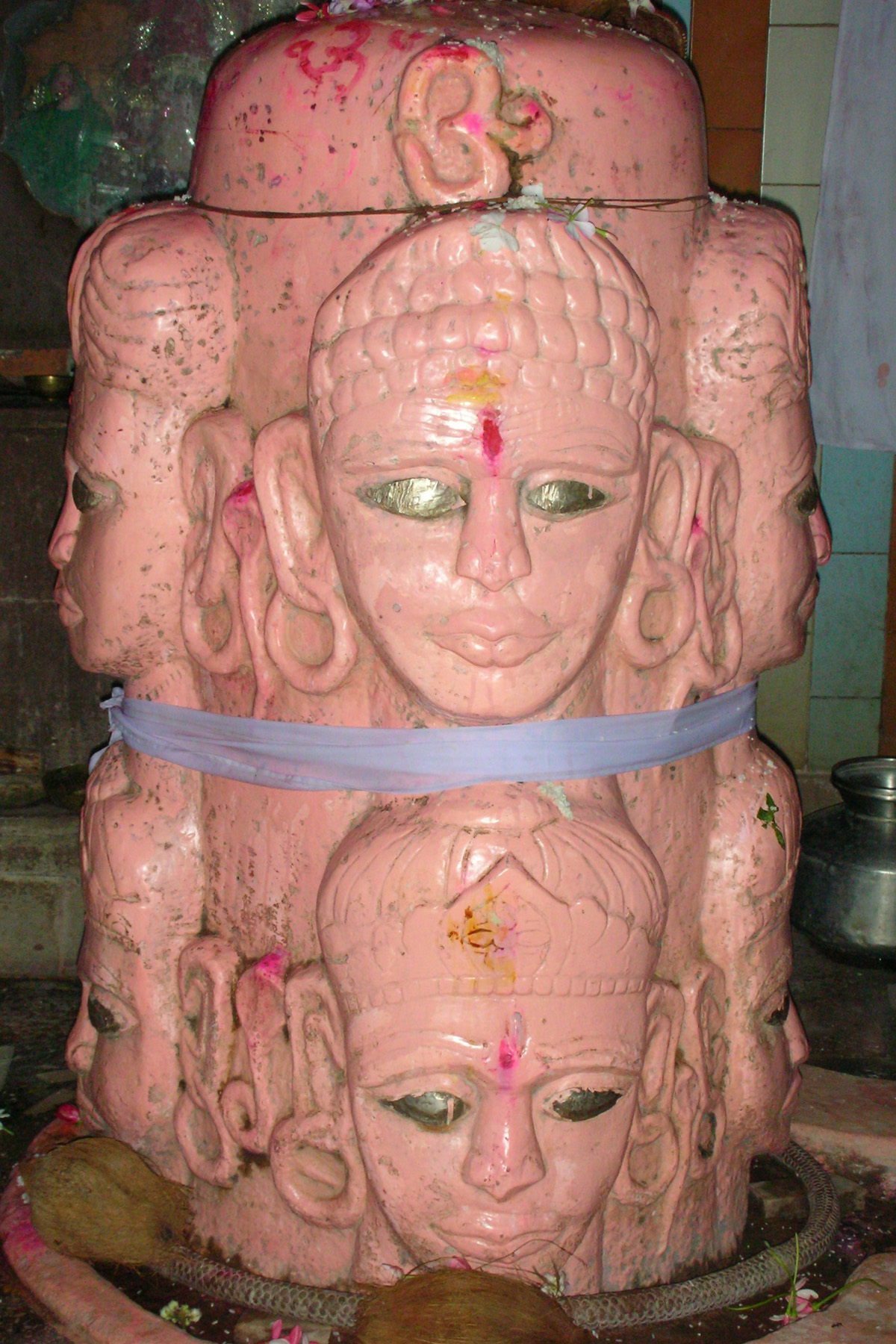
Аштамурти Шива-лингам, Кхарод, Индия

Аштамурти (санскр. अष्टमूर्ति, IAST: aṣṭa-mūrti, «восьмиликий», «восьмипроявленный») — облик-форма Шивы и философская концепция в шиваизме. Включает в себя:
| Бхава    | санскр. भव, IAST: bhava      | Сущий                       |
| Шарва    | санскр. शर्व, IAST: śarva     | Стрелок, Лучник             |
| Рудра    | санскр. रुद्र, IAST: rudra     | Яростный, Ревущий, Плачущий |
| Пашупати | санскр. पशुपति, IAST: paçupati | Владыка тварей              |
| Угра     | санскр. उग्र, IAST: ugra      | Ужасающий                   |
| Махан    | санскр. महन्, IAST: mahan     | Высший (т.е., Махадева)     |
| Бхима    | санскр. भीम, IAST: bhīma      | Ужасный                     |
| Ишана    | санскр. ईशान, IAST: īśāna     | Повелитель, Владыка         |

## Концепция «Аштамурти»
Концепция «Аштамурти» восходит своими корнями к текстам Шрути — к Рудра-сукте Яджур-веды, брахманам (Шатапатха-брахмана 6, 3, 1; Каушитаки-брахмана 6, 1, 3) и Шветашватара-упанишаде — где Шиву именуют такими эпитетами, как Бхава (Сущий), Махадева (Великий Бог), Шарва (Лучник, Стрелок), Пашупати (Владыка существ), Угра (Яростный) и другими. В своём «Восмикнижии» Панини (S.1.49, S.3.53, S.4.100, S.5.3.99) также определяет практически теми же именами, добавляя имена Триамбака (Трёхглазый), Гириша (Горец), Мрида (मृदा mRdA).

Позднее шиваитская философия закрепила концепцию Аштамурти в агамической литературе и развила её — вполне возможно, что идея восьми шива-локапал напрямую вытекает из концепции Аштамурти. Эта концепция (с некоторыми вариациями, которые напрямую зависят от принадлежности автора к той или иной шайва-даршане) нашла своё отражение и в творчестве поэтов-шиваитов: в нанди-шлоке к «Абхиджняна-Шакунтала» Калидаса пишет следующее:
yā sṛṣṭiḥ sraṣṭur ādyā vahati vidhi-hutaṃ yā havir yā ca hotrī
ye dve kālaṃ vidhattaḥ śruti-viṣaya-guṇā yā sthitā vyāpya viśvam .
yām āhuḥ sarva-bīja-prakṛtir iti yayā prāṇinaḥ prāṇavantaḥ
pratyakṣābhiḥ prapannas tanubhir avatu vas tābhir aṣṭābhir īśaḥ ..
Восемь тел высокого владыки:
Первая из созданных, Вода,
Жертву совершающее, Пламя,
Жрец, в телесном облике своем,
Солнце и Луна, что время делят,
Звука путь, объемлющий Эфир,
И Земля, где семя всякой жизни,
И дыханье тех, кто дышит, Воздух.
В этих возникающий восьми,
Да пребудет милостив владыка.
В классических шиваитских школах закрепился список имён из Шива-Махимна-стотры (англ.) (сих 28), в котором сказано следующее:
भवः शर्वो रुद्रः पशुपतिरथोग्रः सहमहांस्तथा भीमेशानाविति यदभिधानाष्टकमिदम्।
अमुष्मिन्प्रत्येकं प्रविचरति देव श्रुतिरपि प्रियायास्मै धाम्ने प्रविहितनमस्योऽस्मि भवते॥२८॥
bhavaḥ śarvō rudraḥ paśupatirathōgraḥ sahamahān tathā bhīmēśānāviti yadabhidhānāṣṭakamidam .
amuṣmin pratyēkaṃ pravicarati dēva śrutirapi priyāyāsmaidhāmnē praṇihita-namasyō'smi bhavatē .. 28 ..
Бхава, Шарва, Рудра, Пашупати, Угра, Махадева, Бхима и Ишана —
Все восемь поименованы в Ведах, о Владыка. Хвала Тебе, О возлюбленный и лучезарный!
Концепция Аштамикти возникло, вероятно, из того факта, что число восемь является одним из самых священных чисел в индуизме — наряду с числами пять и сто восемь. Эта концепция по своему типу близка Панчабрахма-мантрам, частично развивая последнюю.
В пуранической литературе есть мифологическое развитие концепции в рамках традиционной народной религии: так, в Линга-пуране (2.13.3-18) описаны каждая из форм Шивы-Аштамукхи вместе с супругой, сыном и природой проявления.